# Византијски календар
Византијски календар је био календар који се званично употребљавао у Византијском царству (Источном римском царству) од 988. и владавине Василија II, до пада царства 1453. Такође, је коришћен у земљама под византијским утицајем, нпр. у Србији.
Био је идентичан јулијанском календару, осим што су имена месеци била транскрибована са латинског на грчки језик, први дан године је био „1. септембар“, а прва година је најчешће била по цариградској ери, „5509—08. п. н. е.“ (према византијском тумачењу Септуагинта, грчког превода Библије, рачунали су колико су сматрали да је прошло година од Постанка, то јест од времена Адама и Еве). Да бисте добили године цариградске ере, додајте години наше ере 5508 за датуме од 1. јануара до 31. августа, одн. 5509 за остатак године.
Почетак године византијског индикта је око 462. промењен на 1. септембар, а 537. званично је усвојен као начин да се идентификује византијска година. Ипак, византијски историчари, попут Максима Исповедника, Теофана Исповедника и Ђорђа Синкела, све до десетог века почињали су своју годину 25. марта (Благовести) и бројали године од тог датума у 5493. п. н. е. (изгледа да је тзв. мартовско датирање постојало и код Срба, нарочито до цара Душана). Поменута ера се називала „антиохијска“ или „александријска“. Латински месеци су транскрибовани на грчки још откако су Римљани заузели источни медитеран.
Преступни дан византијског календара је добијан на исти начин као и бисекстилни дан првобитне римске верзије јулијанског календара, удвојењем шестог дана пред мартовске календе, тј. удвојењем 24. фебруара (нумерисање дана у месецу од првог надаље, а тиме и преступни дан 29. фебруар, уведено је у касном средњем веку).
Од 1. септембра 2023. (по Јулијанском календару) тече 7532. година византијске (цариградске) ере.
Српска православна црква и данас почетак Црквене Нове Године рачуна од 1. септембра (по Јулијанском календару), уз образложење да је тог месеца био почетак грађанске године код Јевреја. Потребно је напоменути да је Хебрејски календар лунарно-соларни, тако да Рош ХаШана, то јест 1. Тишри, није сваке године истог датума по Јулијанском или Грегоријанском календару, али да је 1. септембар у Јулијанском календару одређен фиксно као почетак Црквене Нове Године, обзиром да се Рош ХаШана отприлике пада у то доба године. Рош ХаШана је 2020. године по Грегоријанском календару почела заласком сунца 18. септембра.

## Циклуси година
За датирање се користе и неки циклуси година, пре свега поменути индикт (настао као период процењивања пореза).Индикт цариградски (такође „индикат“ или „индиктион“) има 15 година, његов број се односи на годину у циклусу, а не сам циклус и добија се као остатак након дељења са 15: (година од створења света)/15 = нешто + остатак који чини индикт; нпр. 7516/15 = 501 са остатком 1, што је и индикт. Ако би остатак био 0, индикт би био 15. Ако је само од почетка наше ере: [(година н. е)+3]/15 = нешто + остатак; узима се година која се у дужем интервалу поклапа са цариградском (која почиње после 1. септембра): [2008+3]/15 = 134, остатак и индикт опет 1.
Могу бити поменути и пасхални елементи, који се користе при израчунавању датума Ускрса и то круг сунца (круг сунцу) и круг месеца (круг луни). Круг сунца је циклус од 28 година, након којих се дани месеца понављају у исте дане седмице. Израчунавање: (година од створења света)/28 = нешто + остатак; 7516/28 = 268 и остатак и круг сунца је 12. Ако је остатак 0; круг, с. је 28. Од почетка наше ере: [(година н. е)+20]/28 = нешто + остатак. Круг месеца је циклус од 19 година, након којих месечеве мене падају у исте дане у години (види метонски циклус). Израчунавање: (година од створења света)/19 = нешто + остатак; 7516/19 = 395 и остатак и круг месеца је 11. Ако је остатак 0, круг м. је 19. Од почетка наше ере: [(година н. е)+17]/19 = нешто + остатак.
Множењем два пасхална циклуса се добија циклус од 532. године, који се зове „обход“ или „обхожденије“ (пасхални круг). Циклус се користи у таблицама за проналажење датума Васкрса по јулијанском календару, који се понавља након наведеног периода. Један преписивач је 1408. н. е. (6916-17. по византијској ери) забележио крај 13. и почетак 14. пасхалног круга: „Ва лето 6917, месеца декемврија 14, индиктион 2, саврши се сија књига, круг слнцу 1, ва луне 1, јеже бист савршеније круговом 13-тому обходу.“
Следећа смена „обхода“ требало је да буде 1940.

## Важни датуми
- 1. в. е. (византијске тј. цариградске ере) - Постање света
- 4755. в. е. (753. п. н. е.) - Основан Рим
- 4841. в. е. (667. п. н. е.) - Основан Византион, будући Цариград
- 5478. в. е. (30. п. н. е.) - Битка код Акцијума, будући Октавијан Август први римски цар
- око 5502. в. е. (6. п. н. е.) - Рођен Исус из Назарета
- око 5541. в. е. (33.) - Распеће Исуса Христа и Васкрсење
- 5838. в. е. (330) - Константинопољ нова престоница римског царства
- 5888. в. е. (380) - Декретом Теодосија I, хришћанство званична религија царства
- 5903. в. е. (395) - Смрћу Теодосија I царство се дели на источно и западно
- 6045. в. е. (537) - Јустинијан I декретира да у ознаци године мора бити укључен индикт(ион)
- 6118. в. е. (610) - Грчки језик званичан уместо латинског
- 6496. в. е. (988) - Василије II први пут званично користи ову еру
- 6562. в. е. (1054) - Велики Раскол између Православне и Римокатоличке Цркве
- 6712. в. е. (1204) - Цариград опљачкан у четвртом крсташком походу
- 6769. в. е. (1261) - Михајло VIII Палеолог ослободио Цариград, усвојен двоглави орао као симбол[6].
- 6897. в. е. (1389) - Косовска битка
- 6961. в. е. (1453) - Пад Цариграда

## Каснија употреба
Након пада Византије, календар је и даље коришћен у Русији, на руском језику, до 1700. и реформи Петра Великог и Србији. Још га користе неке православне цркве. Црквена нова година је 1. септембра по јулијанском календару).